# マティアス・ヘッツェナウアー
マテウス・ヘッツェナウアー（独: Matthäus Hetzenauer, 1924年12月23日 - 2004年10月3日）は、ドイツの軍人。第二次世界大戦中、第3山岳猟兵師団に所属して東部戦線で戦い、狙撃手としてドイツ軍最多の345名の戦果を上げた。最終階級は上等兵(Gefreiter)。

## 略歴
1924年、オーストリア・チロル州ブリクセン・イム・ターレで生まれる。1938年のナチス・ドイツによるオーストリアの併合を経て、1943年3月末にドイツ国防軍に入営。基礎訓練終了後、アルプスの東端に位置するシュタイアーマルクのゼーターラー・アルペ山岳部隊演習場で狙撃兵訓練を受け、1944年7月17日付で第3山岳猟兵師団第144山岳猟兵連隊に配属された。
彼が使用した銃はKar98k（6倍スコープを装着）とGew43（4倍スコープを装着）。ヘッツェナウアーはこの2丁を武器に、カルパティアからスロヴァキア、ハンガリー等における撤退戦を生き抜き、1945年の終戦までに、公式に認定された戦果だけで通算345名のソ連軍兵士を射殺した。この活躍により、二級鉄十字章(1944年9月1日付)、歩兵突撃章銀章(同11月13日付)、一級鉄十字章(同11月25日付)、狙撃手章金章(同12月3日付)、白兵戦章金章(1945年)を授与された。また、1944年11月6日にはソ連軍の砲撃で頭部を負傷するも生還し、同11月9日付で戦傷章も受章した。
1945年4月17日付で騎士鉄十字章を受章したが、その翌月にはソ連兵の捕虜となり、そのままドイツの敗戦の報を収容所で聞くこととなった。5年間の抑留生活の後に帰国。2004年、数年の闘病生活の後に79歳で死去。